# Linha 3 do Metrô da Cidade do México
A Linha 3: Indios Verdes ↔ Universidad é uma das linhas em operação do Metrô da Cidade do México, inaugurada no dia 20 de novembro de 1970. Estende-se por cerca de 23,609 km, dos quais 21,278 km são usados para serviço e o restante para manobras. A cor distintiva da linha é o verde oliva.
Possui um total de 21 estações em operação, das quais 17 são subterrâneas e 4 são superficiais. As estações Balderas, Centro Médico, Deportivo 18 de Marzo, Guerrero, Hidalgo, La Raza e Zapata possibilitam integração com outras linhas do Metrô da Cidade do México.
A linha, operada pelo Sistema de Transporte Colectivo, possui o terceiro maior tráfego do sistema, tendo registrado um movimento de 233.358.006 passageiros em 2016. Atende as seguintes demarcações territoriais da Cidade do México: Álvaro Obregón, Benito Juárez, Coyoacán, Cuauhtémoc e Gustavo A. Madero.

## Trechos
A Linha 3, ao longo dos anos, foi sendo ampliada a medida que novos trechos eram entregues. A tabela abaixo lista cada trecho construído, junto com sua data de inauguração, sua extensão, o número de estações inauguradas, a extensão acumulada da linha e o número de estações acumulado:
| Trecho                           | Inauguração            | Extensão entregue | N.º de estações entregue | Extensão acumulada | N.º de estações acumulado |
| -------------------------------- | ---------------------- | ----------------- | ------------------------ | ------------------ | ------------------------- |
| Tlatelolco ↔ Hospital General    | 20 de novembro de 1970 | 5,441 km          | 7                        | 5,441 km           | 7                         |
| La Raza ↔ Tlatelolco             | 25 de agosto de 1978   | 1,389 km          | 1                        | 6,830 km           | 8                         |
| Indios Verdes ↔ La Raza          | 1º de dezembro de 1979 | 4,901 km          | 3                        | 11,731 km          | 11                        |
| Hospital General ↔ Centro Médico | 7 de junho de 1980     | 0,823 km          | 1                        | 12,554 km          | 12                        |
| Centro Médico ↔ Zapata           | 25 de agosto de 1980   | 4,504 km          | 4                        | 17,058 km          | 16                        |
| Zapata ↔ Universidad             | 30 de agosto de 1983   | 6,551 km          | 5                        | 23,609 km          | 21                        |

## Estações
| Nome                              | Inauguração            | Demarcação territorial    | Integração | Posição     | Latitude      | Longitude     |
| --------------------------------- | ---------------------- | ------------------------- | ---------- | ----------- | ------------- | ------------- |
| Indios Verdes                     | 1º de dezembro de 1979 | Gustavo A. Madero         | -          | Superfície  | 19° 29' 43" N | 99° 07' 10" O |
| Deportivo 18 de Marzo             | 1º de dezembro de 1979 | Gustavo A. Madero         |            | Superfície  | 19° 29' 01" N | 99° 07' 36" O |
| Potrero                           | 1º de dezembro de 1979 | Gustavo A. Madero         | -          | Superfície  | 19° 28' 37" N | 99° 07' 56" O |
| La Raza                           | 25 de agosto de 1978   | Gustavo A. Madero         |            | Subterrânea | 19° 28' 13" N | 99° 08' 13" O |
| Tlatelolco                        | 20 de novembro de 1970 | Cuauhtémoc                | -          | Subterrânea | 19° 27' 18" N | 99° 08' 34" O |
| Guerrero                          | 20 de novembro de 1970 | Cuauhtémoc                |            | Subterrânea | 19° 26' 43" N | 99° 08' 43" O |
| Hidalgo                           | 20 de novembro de 1970 | Cuauhtémoc                |            | Subterrânea | 19° 26' 14" N | 99° 08' 50" O |
| Juárez                            | 20 de novembro de 1970 | Cuauhtémoc                | -          | Subterrânea | 19° 25' 59" N | 99° 08' 52" O |
| Balderas                          | 20 de novembro de 1970 | Cuauhtémoc                |            | Subterrânea | 19° 25' 39" N | 99° 08' 57" O |
| Niños Héroes                      | 20 de novembro de 1970 | Cuauhtémoc                | -          | Subterrânea | 19° 25' 10" N | 99° 09' 02" O |
| Hospital General                  | 20 de novembro de 1970 | Cuauhtémoc                | -          | Subterrânea | 19° 24' 49" N | 99° 09' 14" O |
| Centro Médico                     | 7 de junho de 1980     | Cuauhtémoc                |            | Subterrânea | 19° 24' 24" N | 99° 09' 21" O |
| Etiopía-Plaza de la Transparencia | 25 de agosto de 1980   | Benito Juárez             | -          | Subterrânea | 19° 23' 44" N | 99° 09' 23" O |
| Eugenia                           | 25 de agosto de 1980   | Benito Juárez             | -          | Subterrânea | 19° 23' 08" N | 99° 09' 27" O |
| División del Norte                | 25 de agosto de 1980   | Benito Juárez             | -          | Subterrânea | 19° 22' 48" N | 99° 09' 32" O |
| Zapata                            | 25 de agosto de 1980   | Benito Juárez             |            | Subterrânea | 19° 22' 15" N | 99° 09' 54" O |
| Coyoacán                          | 30 de agosto de 1983   | Benito Juárez             | -          | Subterrânea | 19° 21' 41" N | 99° 10' 15" O |
| Viveros-Derechos Humanos          | 30 de agosto de 1983   | Álvaro Obregón / Coyoacán | -          | Subterrânea | 19° 21' 13" N | 99° 10' 34" O |
| Miguel Ángel de Quevedo           | 30 de agosto de 1983   | Álvaro Obregón / Coyoacán | -          | Subterrânea | 19° 20' 47" N | 99° 10' 52" O |
| Copilco                           | 30 de agosto de 1983   | Coyoacán                  | -          | Subterrânea | 19° 20' 09" N | 99° 10' 36" O |
| Universidad                       | 30 de agosto de 1983   | Coyoacán                  | -          | Superfície  | 19° 19' 28" N | 99° 10' 26" O |